# سفارة مملكة هولندا في مصر
سفارة مملكة هولندا لدى مصر هي الممثلية الدبلوماسية العليا لدولة هولندا لدى جمهورية مصر العربية.

## عنوان السفارة
تقع السفارة بحي الزمالك، محافظة القاهرة 18 شارع حسن صبري.

## اقرأ أيضا
- قائمة البعثات الدبلوماسية في مصر